# Peter Walter
Peter Walter (Berlim Ocidental, 5 de dezembro de 1954) é um bioquímico e biologista molecular alemão-estadunidense. É desde 1983 professor da Universidade da Califórnia em São Francisco e desde 1997 trabalha no Instituto Médico Howard Hughes. Por suas pesquisas sobre enovelamento transporte de proteínas para regular a formação de organelas celulares e para a fusão de membranas celulares recebeu dentre outros em 2009 o Prêmio Internacional da Fundação Gairdner e em 2014 o Prêmio Shaw. É membro da Academia Nacional de Ciências dos Estados Unidos e da Academia Leopoldina.

## Vida
Peter Walter nasceu em 1954 na antiga Berlim Ocidental e começou a estudar química em 1973 na Universidade Livre de Berlim. Após o Vordiplom obteve uma bolsa de estudo do Deutscher Akademischer Austauschdienst (DAAD) para os Estados Unidos e foi em 1976 para a Universidade Vanderbilt em Nashville, Tennessee, onde concluiu o curso um ano depois com um grau de mestre em química orgânica. Obteve um doutorado, de 1977 a 1981, na Universidade Rockefeller em Nova Iorque, no laboratório do mais tarde laureado com o Nobel de Fisiologia ou Medicina Günter Blobel.

## Obras selecionadas
- Molecular Biology of the Cell. 5. Edição. Nova Iorque 2008; Edição em alemão: Molekularbiologie der Zelle. 4. Auflage. Weinheim 2004 (coautor)
- Essential Cell Biology. 3. Auflage. Nova Iorque 2009 (coautor)